# Извори за българската история
Извори за българската история е тематична поредица за средновековната българска история. Издание е на Българската академия на науките.
- Т. I: Гръцки извори за българската история. – София, 1954. – Т. I. – 240 с.
- Т. II: Латински извори за българската история. – София, 1958. – Т. I. – 454 c.
- Т. III: Гръцки извори за българската история. – София, 1958. – Т. II. – 380 c.
- Т. IV: Турски извори за българската история. – София, 1959. – 156 c.
- Т. V: Турски извори за българската история. – София, 1960.
- Т. VI: Гръцки извори за българската история. – София, 1960. – Т. III. – 330 c.
- Т. VII: Латински извори за българската история. – София, 1960. – Т. II. – 411 c.
- Т. VIII: Гръцки извори за българската история. – София, 1961. – Т. IV. – 359 c.
- Т. IX: Гръцки извори за българската история. – София, 1964. – Т. V. – 356 c.
- Т. X: Турски извори за българската история. – София, 1964. – Т. I. – 354 с.
- Т. XI: Гръцки извори за българската история. – София, 1965. – Т. VI. – 370 c.
- Т. XII: Латински извори за българската история. – София, 1965. – Т. III. – 407 c.
- Т. XIII: Турски извори за българската история. – София, 1966. – Т. II.
- Т. XIV: Гръцки извори за българската история. – София, 1968. – Т. VII. – 300 c.
- Т. XV: Гръцки извори за българската история. – София, 1971. – Т. VIII. – 322 c.
- Т. XVI: Турски извори за българската история. – София, 1972. – Т. III. – 572 с.
- Т. XVII: Турски извори за българската история. – София, 1973. – Т. IV. – 540 с.
- Т. XVIII: Немски извори за българската история. – София, 1973. – Т. I. – 295 с.
- Т. XIX: Гръцки извори за българската история. – София, 1974. – Т. IX. Ч. I. – 182 c.
- Т. XX: Турски извори за българската история. – София, 1974. – Т. V. – 710 с.
- Т. XXI: Турски извори за българската история. – София, 1977. – Т. VI. – 432 с.
- Т. XXII: Гръцки извори за българската история. – София, 1980. – Т. X. – 420 c.
- Т. XXIV: Латински извори за българската история. – София, 1981. – Т. IV. – 292 c.
- Т. XXV: Гръцки извори за българската история. – София, 1983. – Т. XI. – 204 c.
- Т. XXIII: Чехословашки извори за българската история. – София, 1985. – Т. I. - 408 с.
- Т. XXVI: Турски извори за българската история. – София, 1986. – Т. VII. – 320 с.
- Т. XXVII: Чехословашки извори за българската история. – София, 1987. – Т. II - 378 с.
- Т. XXVIII: Чехословашки извори за българската история. – София, 1994. – Т. III - 296 с.
- Т. XXIX: Еврейски извори за българската история. – София, 19??.
- Т. XXX: Гръцки извори за българската история. – София, 1994. – Т. IX. Ч. II. – 240 c.
- Т. XXXI: Латински извори за българската история. – София, 2001. – Т. V. Ч. I. – 195 c.

По-късно поредицата е продължена от ГУ на архивите при МС/Държавна агенция „Архиви“.
- Дубровнишки извори за българската история. („Архивите говорят № 10“) – София, 2001. – том I - 318 с.
- Турски извори за българската история. („Архивите говорят № 13“) – София, 2001. – Т. VIII. – 530 с.
- Дубровнишки извори за българската история. („Архивите говорят № 70“) – София, 2017. – том II - 174 с.
- Ватикански извори за българската история ХVІІ в. („Архивите говорят № 71“) - София, 2019. – том I - 304 с.